# Tokyo Ghoul
Tokyo Ghoul (japanska: 東京喰種トーキョーグール, Tōkyō Gūru) är en japansk mangaserie skriven och illustrerad av Sui Ishida. Den publicerades i Shueishasmangamagasin Weekly Young Jump från september 2011 till september 2014, och kapitlen samlades i 14 tankōbon-volymer. Mangan har licensierats för engelsk utgivning i Nordamerika av Viz Media.
Berättelsen utspelar sig i en alternativ version av Tokyo där människor lever tillsammans med ghouler, varelser som ser ut som människor men som bara kan överleva genom att äta människokött. Ken Kaneki är en universitetsstudent som förvandlas till en halv-ghoul efter ett möte med en av dem. Han måste navigera i den komplexa sociala och politiska dynamiken mellan människor och ghouler samtidigt som han kämpar för att behålla sin mänsklighet.
En prequel med titeln Tokyo Ghoul [Jack] publicerades online på Jump Live 2013, och kapitlen samlades i en enda tankōbon-volym. En uppföljare med titeln Tokyo Ghoul:re publicerades i Weekly Young Jump från oktober 2014 till juli 2018, och kapitlen samlades i 16 tankōbon-volymer. Tokyo Ghoul:re avslutade berättelsen med sitt sista kapitel.
En anime-serie i 12 avsnitt producerad av Pierrot sändes från juli till september år2014. En andra säsong i 12 avsnitt, med titeln Tokyo Ghoul √A (uttalas Tokyo Ghoul Root A), som är en fristående berättelse, sändes från januari till mars 2015. En live-actionfilm baserad på mangaserien släpptes i Japan 2017, som följdes av en uppföljare 2019. En anime-serie baserad på uppföljaren Tokyo Ghoul:re sändes i två säsonger; den första från april till juni 2018 och den andra från oktober till december 2018.
I januari 2021 hade Tokyo Ghoul över 47 miljoner exemplar sålda världen över, vilket gör den till en av de bästsäljande mangaserierna genom tiderna. 

## Premiss

### Berättelsens miljö
Tokyo Ghoul utspelar sig i en alternativ verklighet där ghouler, varelser som ser ut som vanliga människor men som bara kan överleva genom att äta människokött, lever i hemlighet bland människor och döljer sin sanna natur för att undgå att bli upptäckta av myndigheterna. Ghouler har övernaturliga krafter som inkluderar ökad styrka, hastighet, uthållighet och regenerativa förmågor – en vanlig ghoul producerar 4–7 gånger mer kinetisk energi i sina muskler än en normal människa; de har också fler RC-celler, en slags cell som flyter som blod och kan bli förvandlad till fast materia. 
En ghouls hud är osårbar mot vanliga stickvapen, och ghouler har ett speciellt rovdjursorgan som kallas Kagune (赫子), tentakelliknande vapen som ghouler kan manifestera och använda under strid. Ett annat karaktäristiskt drag hos ghouler är att när de är upphetsade eller hungriga blir färgen på ögonvitorna i båda ögonen svarta och pupillerna röda. Denna mutation kallas kakugan (赫眼; ”röda ögon”).
En halvghoul kan antingen födas naturligt som avkomma från en ghoul och en människa, eller skapas artificiellt genom att transplantera vissa ghoul-organ till en människa. I båda fallen är en halvghoul vanligtvis mycket starkare än en äkta ghoul. I fallet med en halvghoul ändrar endast ett av ögonen färg under kakugan-förvandlingen. Naturligt födda halvghouler är mycket sällsynta, och att skapa sådana artificiellt har initialt en låg framgångsgrad. Det finns också halvmänniskor, hybrider av ghouler och människor som kan äta som vanliga människor och som saknar sin Kagune, men som har förbättrade förmågor, såsom ökad reaktionshastighet, men förkortad livslängd. Naturligt födda halvghouler kan också äta som vanliga människor eller äkta ghouler.

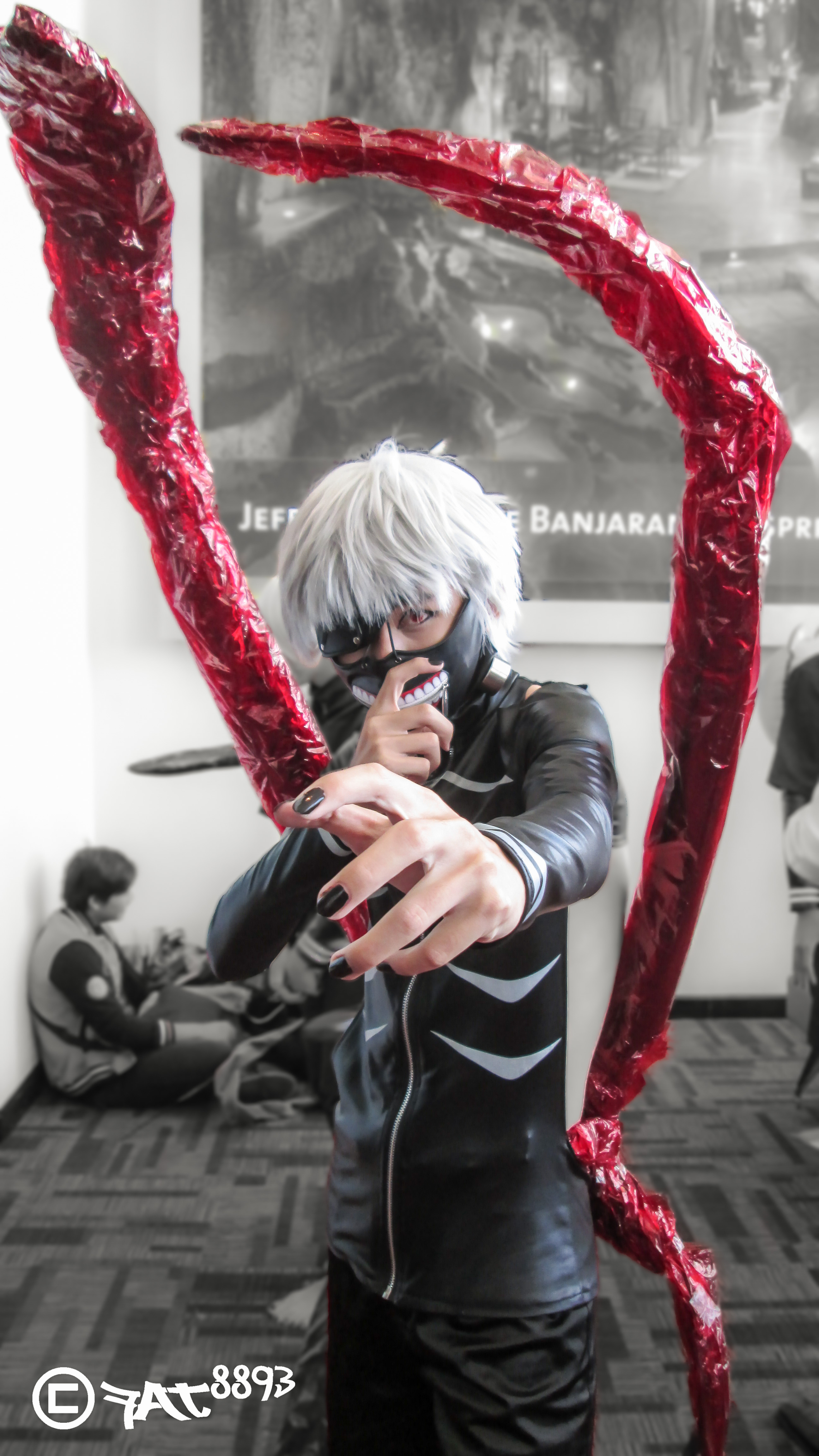
Cosplay av mangans protagonist, Ken Kaneki.

### Handling
Berättelsen följer Ken Kaneki, en 18-årig universitetsstudent som knappt överlever ett dödligt möte med Rize Kamishiro (hans dejt som avslöjar sig som en ghoul och försöker äta upp honom) när hon träffas av fallande byggnadsbalkar. Han förs till sjukhuset i kritiskt tillstånd. Efter att ha återhämtat sig upptäcker Kaneki att han genomgått en operation som förvandlat honom till en halvghul. Detta skedde genom att några av Rizes organ överfördes till hans kropp, och nu måste han, precis som vanliga ghouler, äta människokött för att överleva. Ghouler som driver ett kafé som heter ”Anteiku” (あんていく) tar emot honom och lär honom att hantera sitt nya liv som halvghoul. Några av hans dagliga utmaningar är att passa in i ghoulsamhället och att dölja sin identitet för sina mänskliga vänner, särskilt för sin bästa vän, Hideyoshi Nagachika. Han träffar så småningom nya allierade, bland annat kvinnan Touka Kirishima som senare i serien blir hans maka.
Prequelserien Tokyo Ghoul [Jack] följer ungdomarna Kishō Arima och Taishi Fura, två karaktärer från huvudserien som lär känna varandra när de går samman för att utreda mordet på Taishis vän, som orsakades av en ghoul, vilket leder till att Taishi så småningom följer med Arima och ansluter sig till CCG (Commission of Counter Ghoul), den federala myndighet som har till uppgift att hantera brott relaterade till ghouler.
Uppföljaren Tokyo Ghoul:re följer Kaneki igen som lider av minnesförlust och har tagit en ny identitet vid namn Haise Sasaki (ett resultat av den fruktansvärda hjärnskada han ådragit sig av Kishō Arima). Han är mentor för ett specialteam av CCG-utredare som kallas ”Quinx Squad” och som genomgått en liknande procedur som han, vilket gör att de kan använda ghoulernas speciella förmågor för att bekämpa dem, men ändå leva som vanliga människor.

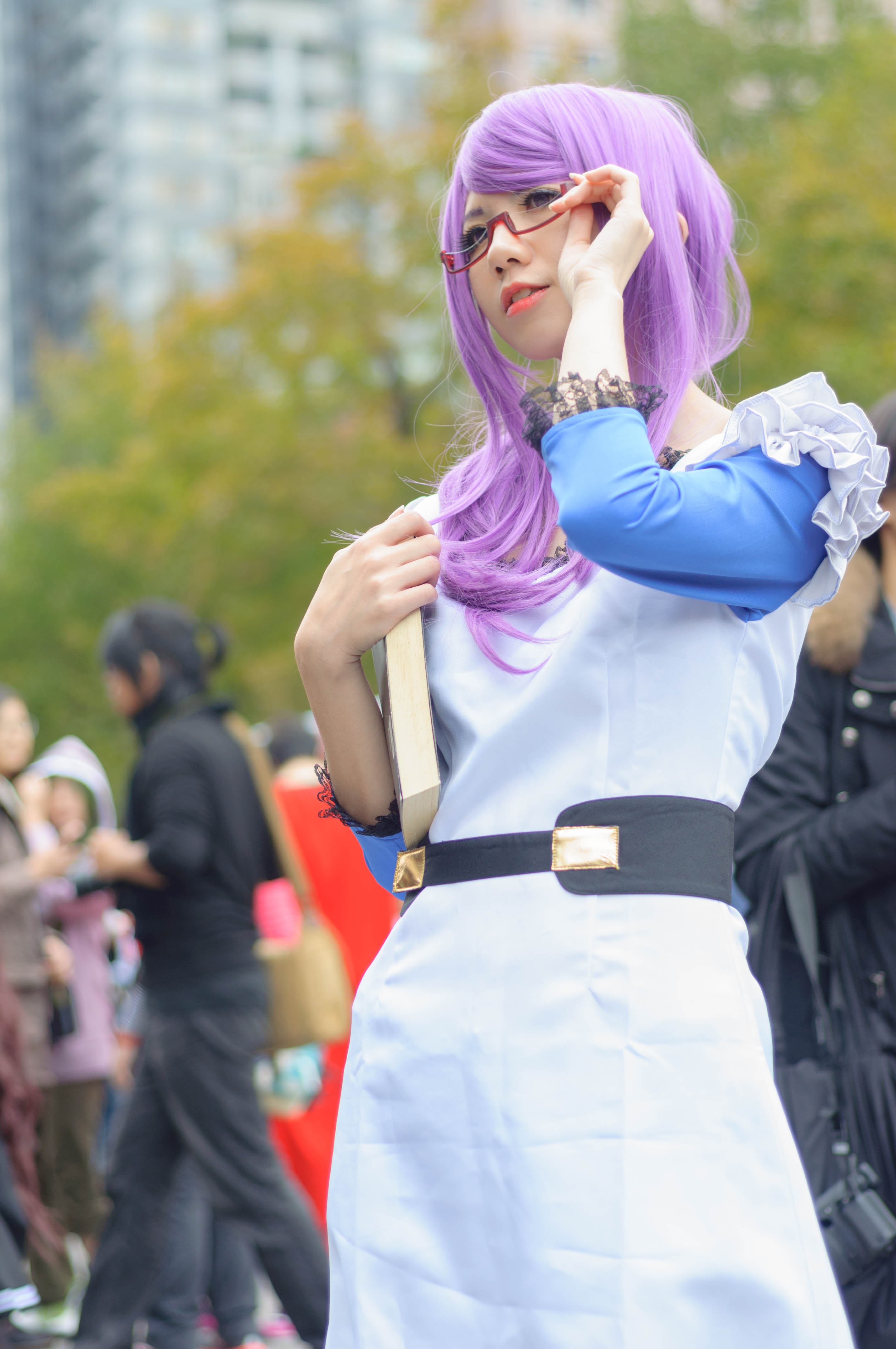
Cosplay av Rize Kamishiro, ghoulen vars organ fördes över till Kaneki och gjorde honom till halvghoul

## Karaktärer
- Ken Kaneki (金木 研 Kaneki Ken)[1]

Ken är protagonisten. Han var en normal människa och studerade på universitetet innan Rize Kamishiro ändrade hela hans liv. Strax efter att hon slet ut hans organ blev hon skadad i en olycka, och då fick Ken hennes organ i sin kropp. Det gör honom till en halvghoul, och han kallas för Eyepatch (眼帯, Gantai). Innan han blev ghoul var han blyg och reserverad, med Hideyoshi som sin bästa vän. Han är vänlig och verkar vara optimistisk för det mesta. Inte ens när han blev ghoul ville han äta eller döda människor, och konstaterade att han var en människa. Men sedan han fångats av Aogiri Tree kunde han acceptera sin ghoulsida. Då bildar han ett lag med målet att skydda dem som han håller kärt. På grund av sitt Kakujaliknande utseende ger CCG honom smeknamnet Centipede (百足, Mukade).
- Touka Kirishima (霧嶋 董香 Kirishima Tōka).[2]

Touka är en 17-årig ghoul som arbetar deltid på Anteiku. Hon smälter in perfekt i det mänskliga samhället och anser att det är av högsta prioritet att hemlighålla sin ghoul-identitet. Hon har normalt ett lugnt uppträdande, men kan vara impulsiv och något aggressiv, vilket kommer från det liv på rymmen hon var tvungen att leva efter att CCG dödade hennes far när hon var mycket ung. Touka blir dock längre in i serien mer mogen och lugnare. Hon blir Kanekis guide i ghoul-samhället samt hans träningspartner för att lära honom försvara sig. Senare i serien blir dom förälskade i varandra och får ett barn i slutet av serien.
- Rize Kamishiro (神代 利世 Kamishiro Rize).[3]

Rize var en ghoul som Kaneki stötte på som försökte äta upp honom efter att ha lockat ut honom på en dejt med henne. Delar av hennes kropp transplanteras till Kaneki efter att hon träffats av fallande byggnadsbalkar. Hon var en mycket kraftfull, orädd och skoningslös ghoul, som ofta hindrade andra ghouler från att jaga i områden som hon stal från dem. Hon är känd som "Binge Eater" (Storätaren) av myndigheterna och precis som Kaneki var hon mycket förtjust i att läsa.
- Yoshimura (芳村).[4]

Chefen för Anteiku, även känd som ''The Non-killing Owl''. Han är en mycket vänlig och resonabel ghoul som ger hjälp och mat till ghouler som inte kan jaga själva. Han tar hand om Kaneki efter att han blivit en halv-ghoul och lär honom hur ghouler kan smälta in bland människor. Han har visat sig kunna reformera ghoulre från deras våldsamma sätt.

## Media

### Manga
Mangan är skriven och illustrerad av Sui Ishida och publicerades i Shueishas seinen manga-magasin Weekly Young Jump från 8 september 2011, till 18 september 2014. Shueisha samlade dess kapitel i fjorton tankōbon-volymer, utgivna under Young Jump Comics, från 17 februari 2012 till 17 oktober 2014. I Nordamerika licensierades mangan för engelsk utgivning av Viz Media. Volymerna släpptes internationellt från 16 juni 2015 till 15 augusti 2017.
År 2013 släpptes en prequel med titeln Tokyo Ghoul [Jack] på Jump Lives digitala manga-tjänst. Berättelsen omfattar sju kapitel och fokuserar på Kishō Arima och Taishi Fura tolv år innan händelserna i Tokyo Ghoul. Den sammanställdes till en tankōbon-volym som publicerades digitalt av Shueisha den 18 oktober 2013. Den licensierades av Viz Media och publicerades digitalt den 26 september 2017.
En uppföljare, med titeln Tokyo Ghoul:re, publicerades i Weekly Young Jump från 16 oktober 2014 till 5 juli 2018. Serien utspelar sig två år efter slutet av den ursprungliga serien och introducerar en ny uppsättning karaktärer. Shueisha samlade ihop alla kapitel i sexton tankōbon-volymer, som släpptes i Japan från 19 december 2014 till 19 juli 2018. Mangan licensierades av Viz Media, och volymerna släpptes internationellt från 17 oktober 2017 till 21 april 2020.

### Anime
En anime-tv-serie producerad av Pierrot sändes mellan 4 juli och 19 september 2014. Introlåten är "Unravel" av TK från Ling tosite Sigure och slutstycket är "The Saints" (聖者たち, "Seijatachi") av People in the Box. Funimation har licensierat anime-serien i Nordamerika. En andra säsong, med titeln Tokyo Ghoul √A (uttalas som "Root A"), sändes i Japan mellan 9 januari och 27 mars 2015. Introlåten är "Munou" (無能, Munō; "Inkompetens") av Österreich, medan slutstycket är "Kisetsu wa Tsugitsugi Shinde Iku" (季節は次々死んでいく; "Årstiderna kommer försvinna, en efter en") av Amazarashi.
Tokyo Ghoul:re började sändas den 3 april 2018. Introlåten för den första säsongen är "Asphyxia" av Cö shu Nie och slutstycket är "Half" av Queen Bee. Serien sändes i två säsonger. Introlåten för den andra säsongen är "Katharsis" av TK från Ling tosite Sigure, och slutstycket är "Rakuen no Kimi" (楽園の君) av Österreich.

### Live-actionfilm
En live-actionfilm baserad på mangan släpptes i Japan den 29 juli 2017. Kentarō Hagiwara regisserade filmen. Rollistan inkluderade Masataka Kubota för rollen som Ken Kaneki och Fumika Shimizu för rollen som Touka Kirishima. Yū Aoi fick rollen som Rize Kamishiro, Nobuyuki Suzuki spelade Kotaro Amon och Yo Oizumi spelade Kureo Mado. En uppföljare med titeln Tokyo Ghoul S släpptes i Japan den 19 juli 2019, där Maika Yamamoto ersätter Fumika Shimizu som Touka Kirishima, och Shota Matsuda lades till i rollen som Shuu Tsukiyama.

## Mottagande
Tokyo Ghoul nominerades för det 38 Kodansha Manga Award 2014. Tokyo Ghoul valdes som en av de bästa manga-serierna vid Comic-Con International Best & Worst Manga 2016. The Young Adult Library Services Association i USA utsåg serien som en av sina "Great Graphic Novels for Teens" och "Popular Paperbacks for Young Adults" 2017. År 2018 nominerades serien för det 30 Harvey Award för bästa mangaserie. I en enkät av TV Asahi så röstade 150 000 personer fram sina topp 100 manga-serier, och där hamnade Tokyo Ghoul på 41:a plats.
Tokyo Ghoul var den 27:e mest sålda manga-serien i Japan 2013, med över 1,6 miljoner exemplar sålda. I januari 2014 hade mangan sålt omkring 2,6 miljoner exemplar. Serien var senare fjärde mest sålda manga-serien i Japan 2014, med 6,9 miljoner sålda exemplar. Hela originalserien hade senare över 12 miljoner sålda exemplar. Uppföljaren, Tokyo Ghoul:re sålde över 3,7 miljoner exemplar i Japan under sitt debutår 2015, och 4,3 miljoner exemplar 2016. Den var den femte mest sålda manga-serien 2017 med en uppskattad försäljning på över 5,3 miljoner exemplar. Den var den tionde mest sålda manga-serien 2018 med 3,2 miljoner sålda exemplar. I juli 2018 hade båda manga-serierna över 37 miljoner exemplar sålda. I januari 2021 hade båda serierna över 47 miljoner exemplar sålda.